# Сен Пол дьо Ванс
Сен Пол дьо Ванс (на френски: Saint-Paul-de-Vence) е малък град в Югоизточна Франция, департамент Алп Маритим на регион Прованс-Алпи-Лазурен бряг. Той е предградие на Ница и се намира на 12 km западно от центъра на града. Населението му е 3338 души (2006).

## Личности
В Сен Пол умира художникът Марк Шагал (1887-1985).